# Lygnern
Lygnern est un lac suédois de 18 kilomètres de long pour une largeur ne dépassant 2,5 kilomètres. Il empiète sur les provinces de Halland et de Västergötland, à 15 mètres au-dessus du niveau du Cattégat. Sa superficie est de 33 km2 et sa profondeur peut atteindre 45 mètres.